# Арвер (Приморски Шарант)
Арвер (фр. Arvert) насеље је и општина у западној Француској у региону Нова Аквитанија, у департману Приморски Шарант која припада префектури Рошфор.
По подацима из 2011. године у општини је живело 3.133 становника, а густина насељености је износила 119,49 становника/km². Општина се простире на површини од 26,22 km². Налази се на средњој надморској висини од 23 метара (максималној 25 m, а минималној 0 m).

## Демографија
| 1962. | 1968. | 1975. | 1982. | 1990. | 1999. | 2011. |
| ----- | ----- | ----- | ----- | ----- | ----- | ----- |
| 2.155 | 2.183 | 2.380 | 2.541 | 2.734 | 2.887 | 3.133 |

График промене броја становника у току последњих година